# Oxalis depressa
Oxalis depressa là một loài thực vật có hoa trong họ Chua me đất. Loài này được Eckl. & Zeyh. mô tả khoa học đầu tiên.

## Hình ảnh

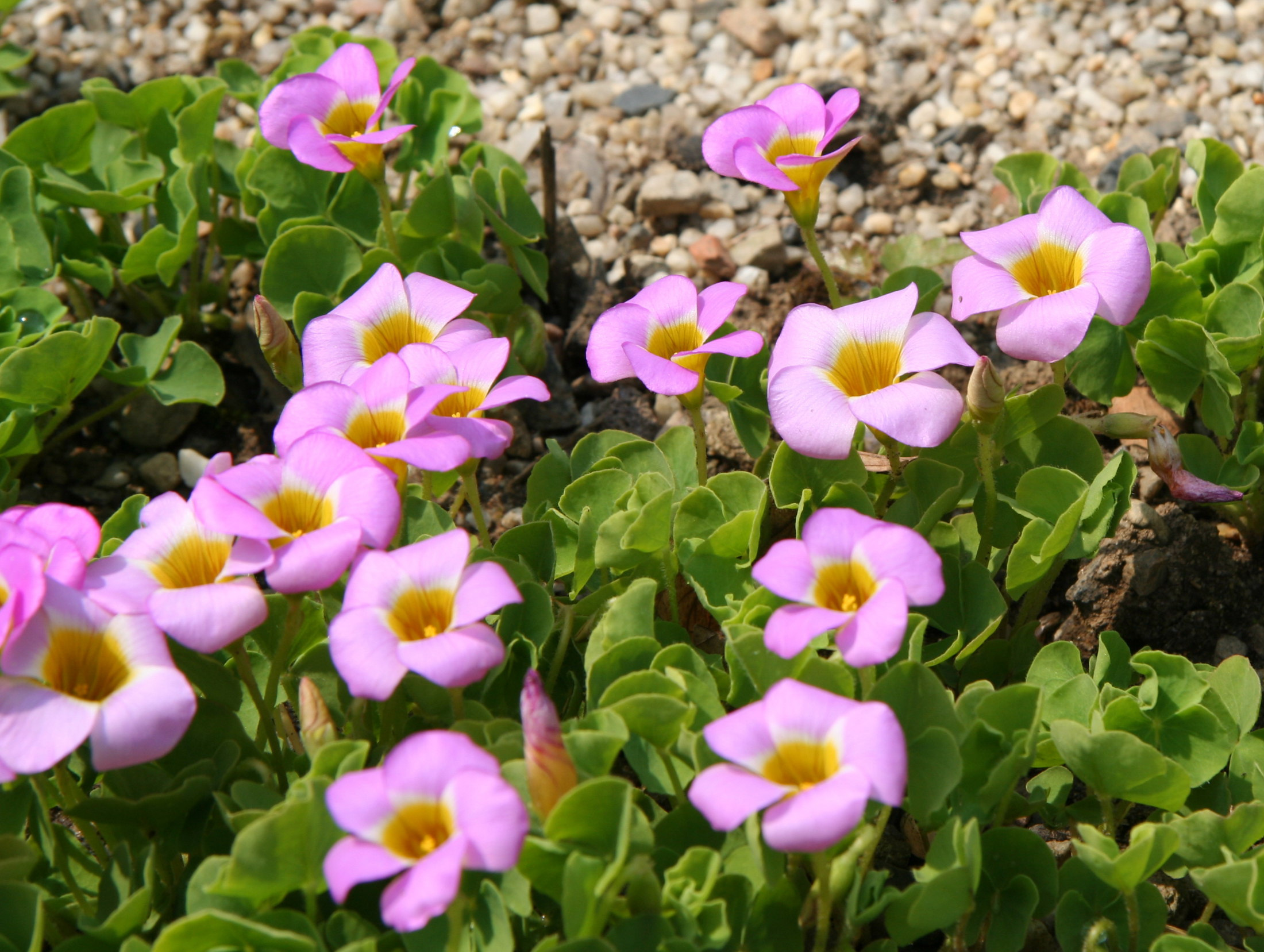